# Anatolijs Mackevičs
Anatolijs Mackevičs (Daugavpils, RSS de Letònia, 17 de setembre de 1956) és un polític letó.
És membre de la LPP/LC va ser i diputat de la IX legislatura del Saeima (Parlament letó). Va ostentar el càrrec entre el 7 de novembre de 2006 i el 2 de novembre de 2010.
El 1979 es va graduar a l'Institut Estatal de Cultura Física de Letònia, i el 1998, va obtenir el grau de professor en el camp de l'educació a la Universitat de Letònia. Va treballar com a professor en l'escola de Daugavpils on va ser president de l'organització sindical de l'escola.